# Homalictus achrostus
Homalictus achrostus (лат.) — вид пчёл рода Homalictus из семейства Halictidae. Эндемик Фиджи.

## Распространение
Острова Океании: Фиджи (Viti Levu). На высотах около 1 км.

## Описание
Пчёлы мелкого размера (около 5 мм). От близких видов отличаются следующими признаками: почти одноцветная чёрная окраска тела, сравнительно большие мандибулы, сильная медиальная вдавленность наличника, бороздки на дорсальной поверхности проподеума и у самцов сравнительно удлиненный гоностиль. Основная окраска чёрная. Голова и грудь покрыты волосками (опушение самок более плотное и длинное); длинные волоски на нижней стороне брюшка. Мандибулы могут быть простыми или двузубчатыми. Проподеум имеет слабый киль вдоль заднего спинного края. На задних голенях несколько шипиков. Когти всех исследованных образцов были расщеплены. Базальная жилка переднего крыла изогнутая. Язычок короткий. Ведут одиночный образ жизни. Гнездятся в почве.

## Классификация
Таксон впервые был описан в 1979 году американским энтомологом Миченером по материалам из Фиджи, а его валидный статус был подтверждён в 2019 году в ходе ревизии рода, проведённой австралийскими энтомологами Джеймсом Дори, Майклом Шварцом и Марком Стивенсом (South Australian Museum, Аделаида, Австралия). Пчёлы из трибы Halictini подсемейства Halictinae.